# Świdermajer

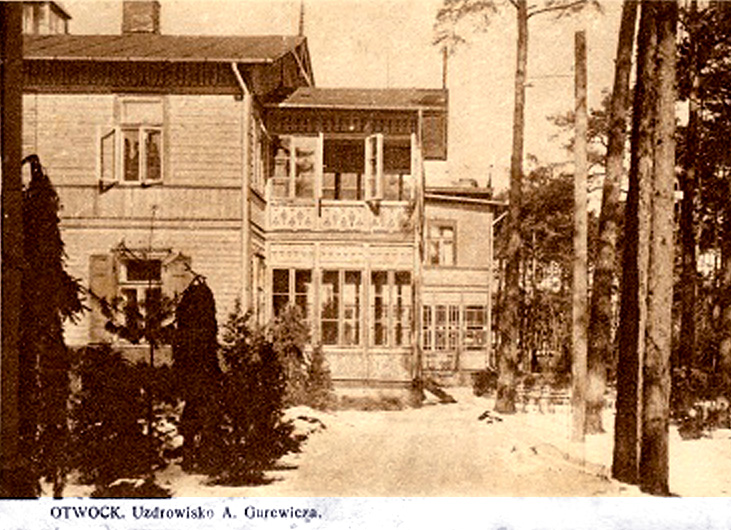
Villa im Świdermajer-Stil. Otwock

Świdermajer ist ein polnischer Architekturstil, der sich im ausgehenden 19. Jahrhundert entwickelte und noch zu Beginn des 20. Jahrhunderts populär war. Er entstand in Masowien entlang der Eisenbahn, die Warschau mit Otwock verband. Die Bezeichnung wird nahezu ausschließlich auf Villen in Holzbauweise angewendet, die vor allem für die Mittelklasse entstand. Die Entwicklung des Architekturstils wird Michał Elwiro Andriolli zugeschrieben, der traditionelle Elemente regionaler polnischer Holzbauweise mit Stilelementen Schweizer Bauweise, den traditionellen russischen Holzhäusern und traditionellen Verzierungen der Podhale-Regionen kombinierte.
Die Bezeichnung Świdermajer ist ein Wortspiel und verbindet Biedermeier mit Świder. Letzteres ist ein Fluss, an dem eine Reihe von Villen in diesem Stil gebaut wurde.